# Enicospilus pallidistigma
Enicospilus pallidistigma là một loài tò vò trong họ Ichneumonidae.